# Sebastian Köber
Pour les articles homonymes, voir Kober.
Sebastian Köber est un boxeur allemand né le 28 mai 1979 à Francfort-sur-l'Oder.

## Carrière
Aux Jeux olympiques d'été de 2000, il combat dans la catégories poids lourds et remporte la médaille de bronze.